# 7140 Osaki
A 7140 Osaki (ideiglenes jelöléssel 1994 EE1) a Naprendszer kisbolygóövében található aszteroida. Kobajasi Takao fedezte fel 1994. március 4-én.